# Ногалес (Сонора)
Ногалес (ісп. Nogales) — місто в Мексиці, центр муніципалітету Ногалес, входить до штату Сонора. Населення — 290 759 осіб.

## Географія
Розташоване на кордоні зі США, поруч з американським містом Ногалес

### Клімат
Місто знаходиться у зоні, котра характеризується кліматом тропічних степів. Найтепліший місяць — липень із середньою температурою 26.4 °C (79.5 °F). Найхолодніший місяць — грудень, із середньою температурою 9.5 °С (49.1 °F).
| Клімат Ногалеса         | Клімат Ногалеса | Клімат Ногалеса | Клімат Ногалеса | Клімат Ногалеса | Клімат Ногалеса | Клімат Ногалеса | Клімат Ногалеса | Клімат Ногалеса | Клімат Ногалеса | Клімат Ногалеса | Клімат Ногалеса | Клімат Ногалеса | Клімат Ногалеса |
| Показник                | Січ.            | Лют.            | Бер.            | Квіт.           | Трав.           | Черв.           | Лип.            | Серп.           | Вер.            | Жовт.           | Лист.           | Груд.           | Рік             |
| Абсолютний максимум, °C | 38,5            | 32              | 36              | 40              | 44              | 46              | 43              | 43              | 39              | 39              | 33              | 29              | 46              |
| Середній максимум, °C   | 17,4            | 17,7            | 20,5            | 24,4            | 29,1            | 33,8            | 33,5            | 31,9            | 30,4            | 26,5            | 21,1            | 16,9            | 25,3            |
| Середня температура, °C | 9,7             | 10,2            | 12,7            | 16,2            | 20,6            | 25,3            | 26,4            | 25,1            | 23,2            | 18,8            | 13,4            | 9,5             | 17,6            |
| Середній мінімум, °C    | 1,8             | 2,7             | 4,9             | 8               | 12,1            | 16,8            | 19,2            | 18,3            | 16              | 11,1            | 5,7             | 2,2             | 9,9             |
| Абсолютний мінімум, °C  | −10             | −9              | −9              | −4              | −2              | 0               | 11              | 8               | 6               | −3              | −4              | −10             | −10             |
| Норма опадів, мм        | 23              | 28              | 18              | 8               | 5               | 9               | 115             | 120             | 53              | 36              | 22              | 29              | 468             |
| Днів з дощем            | 3,4             | 3,6             | 2,5             | 1,6             | 1,1             | 1,4             | 10,5            | 9,9             | 5,2             | 2,5             | 2,5             | 4               | 48,2            |
| Вологість повітря, %    | 49              | 41              | 34              | 26              | 22              | 25              | 50              | 59              | 45              | 43              | 44              | 48              | 41              |
| ----------------------- | --------------- | --------------- | --------------- | --------------- | --------------- | --------------- | --------------- | --------------- | --------------- | --------------- | --------------- | --------------- | --------------- |
| Джерело: Weatherbase    |                 |                 |                 |                 |                 |                 |                 |                 |                 |                 |                 |                 |                 |

## Історія
Місто засновано 1841 року.
27 серпня 1918 року в місті зав'язалася перестрілка між мексиканськими й американськими митниками і прикордонниками, що вилилось у конфлікт, в якому загинуло четверо американців і близько 130 мексиканців. Після цього місто було поділено прикордонним парканом.

## Місто в економічній літературі
Місто Ногалес розділено навпіл стіною. На північ від стіни розташований «американський» Ногалес: округ Санта-Круз, штат Аризона, США. Середній дохід на сім'ю в цьому місті — 30 000 доларів на рік. Більшість підлітків тут ходять до школи, а більшість дорослих школу закінчили.
… Життя всього за декілька футів звідси, на південь від стіни, разюче відрізняється від описаної картини. Хоча жителі міста Ногалес, штат Сонора, живуть у відносно безбідній частині Мексики, дохід середньої сім'ї в ньому дорівнює приблизно третині доходу середньої сім'ї в американській частині Ногалеса. Більшість дорослих жителів «мексиканського» Ногалеса не закінчили школи, а більшість підлітків до неї не ходять.— Дарон Аджемоглу, Джеймс А. Робінсон Чому нації занепадають? Походження влади, багатства і бідності.

## Фотографії

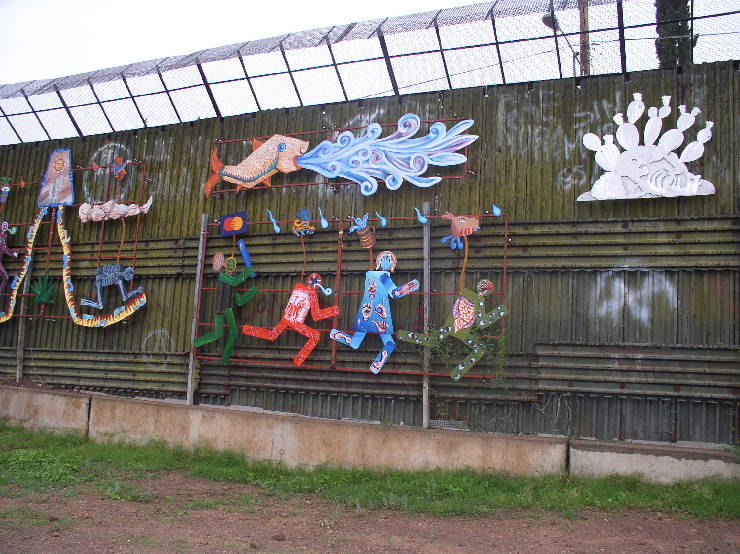
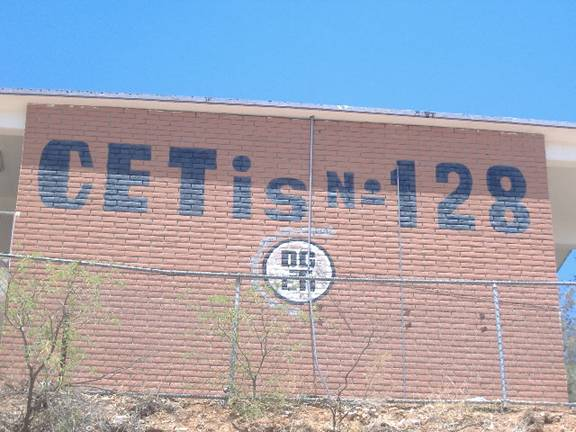